# Południowy Waziristan
Południowy Waziristan (urdu: جنوبی وزیرستان ایجنسی, ang. South Waziristan) – prowincja w zachodnim Pakistanie na obszarze Terytoriów Plemiennych Administrowanych Federalnie przy granicy z Afganistanem. W 1998 roku liczyła 429 841 mieszkańców.